# Peperomia hesperomannii
Peperomia hesperomannii är en pepparväxtart som beskrevs av Heinrich Wawra.
Peperomia hesperomannii ingår i släktet peperomior och familjen pepparväxter. Inga underarter finns listade i Catalogue of Life.